# Oscar Jacobsson
Oscar Jacobsson, född 7 november 1889 i Haga, Göteborg, död 25 december 1945 i Solberga, var en svensk skämttecknare och serieskapare. Han är mest känd för sin pantomimserie Adamson, som han tecknade 1920–1945 och som fick stor internationell spridning.

## Biografi
Oscar Jacobsson var son till asfaltläggaren Anton Jacobsson och Hedda Sivertsson, men blev tidigt föräldralös och växte efter utackordering upp hos en av faderns släktingar. Han arbetade en tid som smedlärling, men återkom 1907 till Göteborg, där han först arbetade vid Statens Järnvägar bland annat som lokeldare. Samtidigt gick han kvällskurser på Göteborgs museums målarskola och Svenska slöjdföreningen.
Omkring 1914 började han sända in teckningar för publicering i olika tidningar. Hans enkla teckningsmanér med stora rena ytor lämpade sig väl för återgivning med samtidens tryckeriteknik. Från 1916 medverkade han regelbundet i skämttidningen Naggen och han uppnådde till sist sådan framgång att han 1919 kunde sluta vid järnvägen. De satiriska teckningarna vände sig med kraft mot samhällets orättvisor och misstro mot det etablerade samhället. 
Hasse Z engagerade Jacobsson som från 1920 regelbundet medarbetade i Söndagsnisse-Strix, där seriestrippen Adamson kom att bli rikskänd och senare spridd över världen. Den publicerades snart i hundratals tidningar – i USA under namnet Silent Sam. Extra gångbar internationellt blev figuren, eftersom han sällan yttrar ett ord. Samlingsalbum med Adamson kom ut i Tyskland, England och Frankrike under 1920-talet.

## Bildgalleri

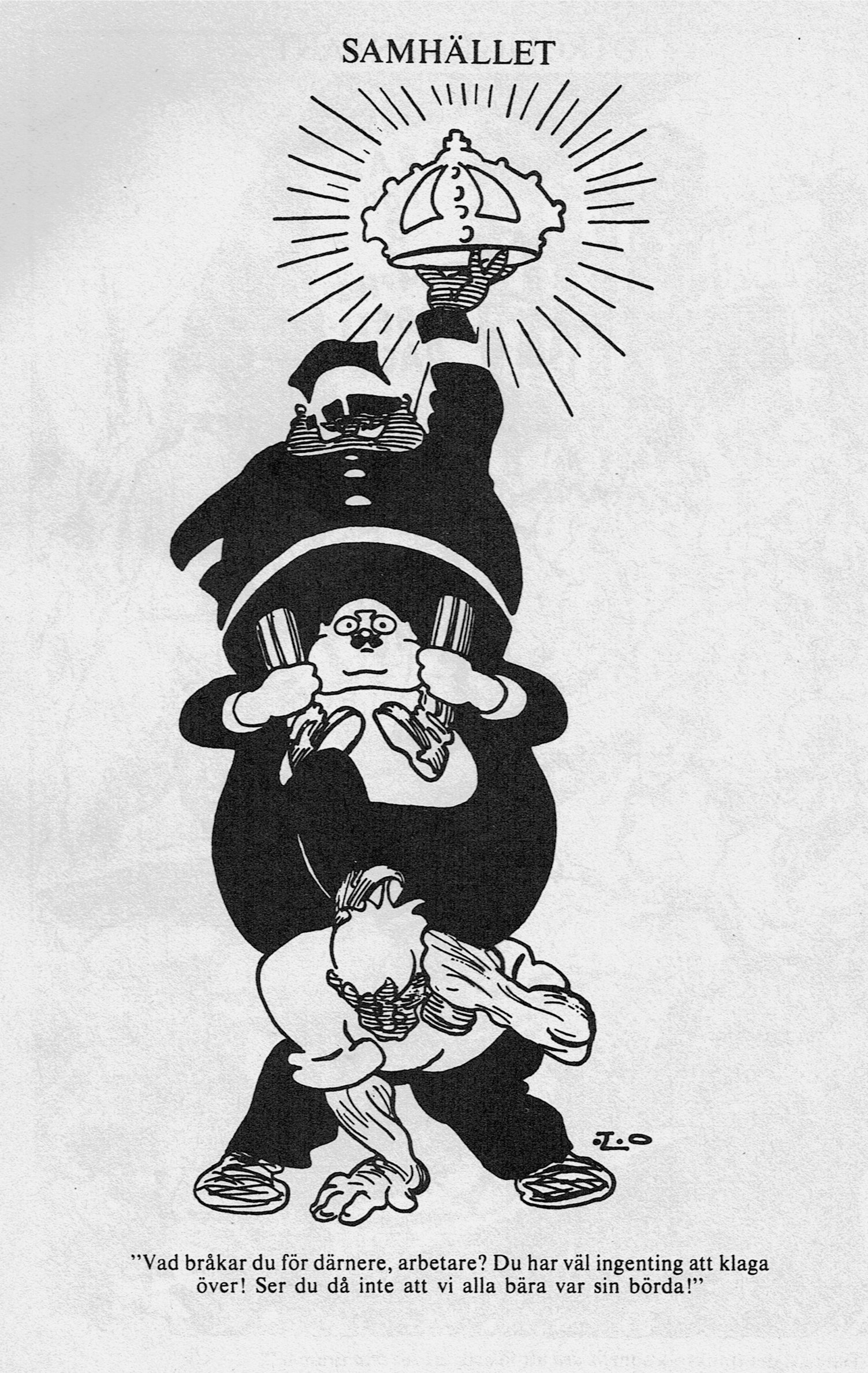
Samhället. "Vad bråkar du för därnere, arbetare? Du har väl ingenting att klaga över! Ser du då inte att vi alla bära var sin börda!" Införd i Naggen 1916.
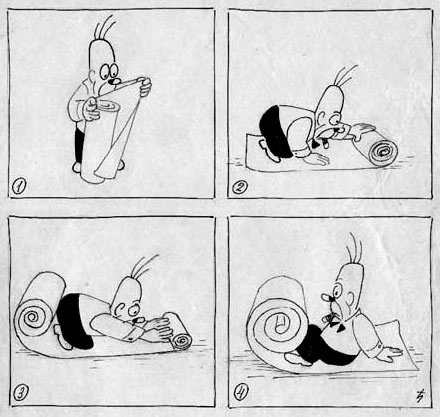
Adamson
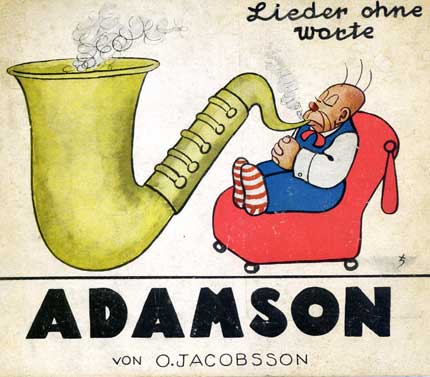
Tyskt album med Adamson

## Bibliografi. Utgivning i Sverige

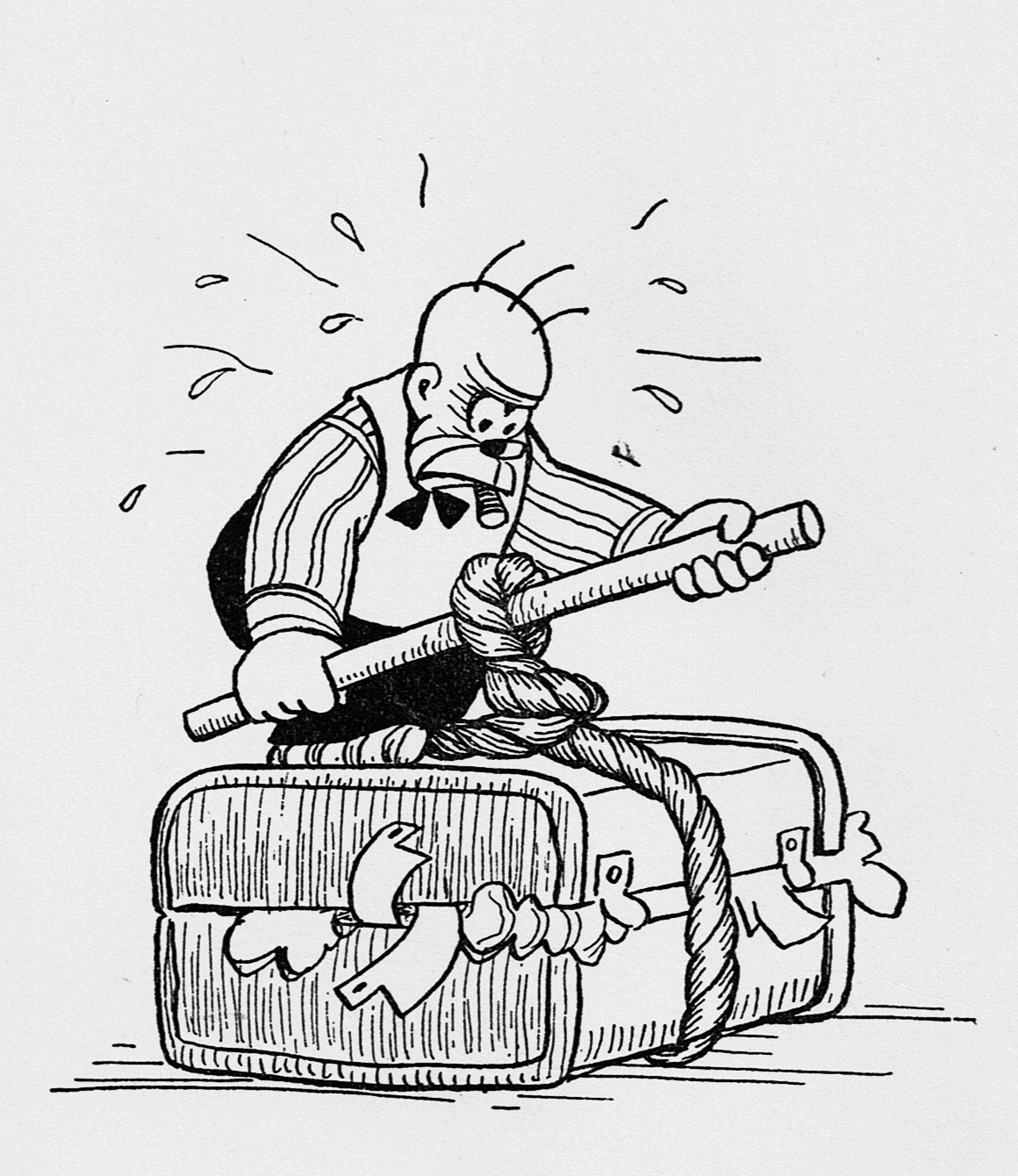
Vinjett till Adamson's resa (1926)